# 韦里亚 (汝拉省)
韦里亚（法語：Véria，法語發音：[veʁja]）是法国汝拉省的一个市镇，位于该省西南部，属于隆斯勒索涅区。韦里亚和另外相邻的24个市镇组成了汝拉门公共社区。

## 地理
韦里亚（46°27'4"N, 5°25'26"E）面积10.09 平方千米，位于法国勃艮第-弗朗什-孔泰大區汝拉省，该省份为法国东部内陆省份，北起上索恩省，西北接科多尔省，西临索恩-卢瓦尔省，南至安省，东与杜省和瑞士接壤。
与韦里亚接壤的市镇（或旧市镇、城区）包括：舍夫罗、昂德洛-莫尔瓦勒、日尼、格赖和沙尔奈、蒙塔尼亚勒勒孔迪、尚帕尼亚。
韦里亚的时区为UTC+01:00、UTC+02:00（夏令时）。

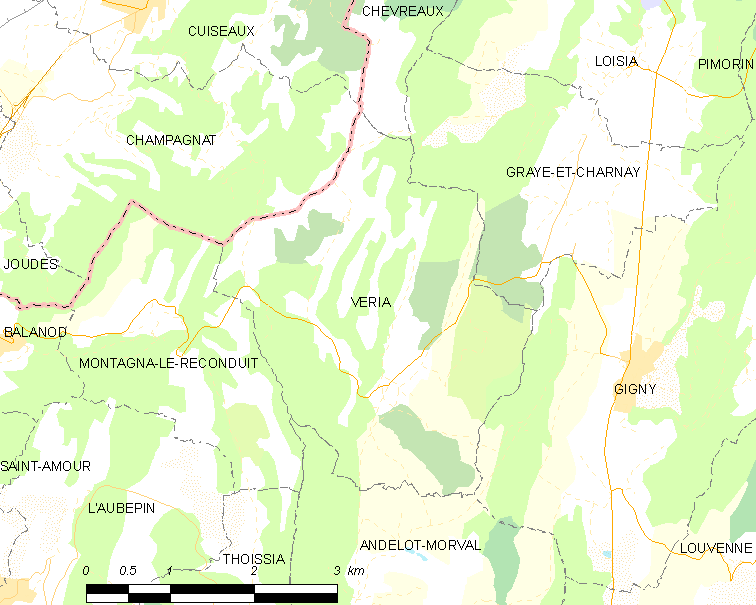
韦里亚的OSM定位图

## 行政
韦里亚的邮政编码为39160，INSEE市镇编码为39551。

## 政治
韦里亚所属的省级选区为圣阿穆尔县。

## 人口

1962-2008年间韦里亚人口变化图示

韦里亚于2022年1月1日时的人口数量为112人。